# Hans Backe
Hans ("Hasse") Roland Backe (Luleå, 14 februari 1952) is een voormalig profvoetballer uit Zweden, die speelde als verdediger en middenvelder. Na zijn actieve loopbaan stapte hij het trainersvak in. Hij was onder meer bondscoach van Finland van 2015 tot 2016.

## Bondscoach
Als opvolger van oud-international Mixu Paatelainen trad Backe eind 2015 aan als bondscoach van de nationale selectie van Finland. Hij had de ploeg elf duels onder zijn hoede en wist gedurende die reeks niet eenmaal te winnen. Dat leidde tot zijn voortijdige ontslag. Backe, eerder coach van onder meer FC Kopenhagen en New York Red Bulls, kreeg veel kritiek omdat hij met een vijfmansverdediging speelde. Zijn assistent Markku Kanerva volgde hem op en tekende een driejarig contract bij de Finse voetbalbond.